# Подлипье (Опочецкий район)
Подлипье — деревня в Опочецком районе Псковской области России. Входит в состав Звонской волости.
Расположена в 15 км к югу от города Опочка.
Численность населения по состоянию на 2000 год составляла 37 человек, на 2012 год — 15 человек.
До 2005 года деревня входила в состав ныне упразднённой Краснооктябрьской волости с центром в д. Балахи.